# کیم سونگ یون
کیم سونگ یون (کره‌ای: 김성윤؛ زادهٔ ۱۹۷۶) کارگردان تلویزیونی اهل کره جنوبی است. او به خاطر کارگردانی مجموعه‌های تلویزیونی عشق در مهتاب (۲۰۱۶) و کلاس ایته وون (۲۰۲۰) شناخته می‌شود.

## فیلم‌شناسی

### تلویزیون
| سال  | عنوان                                         | شبکه     | توضیحات                          | منابع       |
| ---- | --------------------------------------------- | -------- | -------------------------------- | ----------- |
| ۲۰۱۰ | تاجر بزرگ                                     | کی‌بی‌اس۱  | کارگردانی مشترک با کانگ بیونگ تک |             |
| ۲۰۱۱ | رؤیای بلند                                    | کی‌بی‌اس۲  | کارگردانی مشترک با لی اونگ‌بوک    |             |
| ۲۰۱۱ | درامای ویژه کی‌بی‌اس: «کازینو انسانی»           | کی‌بی‌اس۲  | درام تک قسمتی                    |             |
| ۲۰۱۱ | درامای ویژه کی‌بی‌اس: «ببخشید که دیر کردم»      | کی‌بی‌اس۲  | درام تک قسمتی                    |             |
| ۲۰۱۲ | بزرگ                                          | کی‌بی‌اس۲  | کارگردانی مشترک با جی بیونگ هیون |             |
| ۲۰۱۳ | دوره نوجوانی                                  | کی‌بی‌اس۲  |                                  |             |
| ۲۰۱۳ | درامای ویژه کی‌بی‌اس: «پدر من یک مدل برهنه است» | کی‌بی‌اس۲  | درام تک قسمتی                    |             |
| ۲۰۱۴ | درامای ویژه کی‌بی‌اس: «چرا دارم ازدواج می‌کنم»   | کی‌بی‌اس۲  | درام تک قسمتی                    |             |
| ۲۰۱۴ | کشف عشق                                       | کی‌بی‌اس۲  | کارگردانی مشترک با لی اونگ‌بوک    |             |
| ۲۰۱۵ | تو کیستی: مدرسه ۲۰۱۵                          | کی‌بی‌اس۲  | کارگردانی مشترک با بک سانگ هون   | [ ۱ ]       |
| ۲۰۱۶ | عشق در مهتاب                                  | کی‌بی‌اس۲  | کارگردانی مشترک با بک سانگ هون   | [ ۲ ]       |
| ۲۰۲۰ | کلاس ایته وون                                 | جی‌تی‌بی‌سی |                                  | [ ۳ ] [ ۴ ] |
| ۲۰۲۲ | صدای جادو                                     | نتفلیکس  |                                  | [ ۵ ]       |

## جوایز و نامزدی‌ها
| سال  | مراسم جوایز                           | دسته                            | نامزد / اثر   | نتیجه    | منابع |
| ---- | ------------------------------------- | ------------------------------- | ------------- | -------- | ----- |
| ۲۰۱۷ | بیست و نهمین جوایز پی‌دی کره           | بست پیکچر - درام تلویزیونی      | عشق در مهتاب  | نامزدشده | [ ۶ ] |
| ۲۰۱۷ | پنجاه و سومین دوره جوایز هنری بکسانگ  | بهترین درام                     | عشق در مهتاب  | نامزدشده |       |
| ۲۰۱۷ | دوازدهمین جوایز بین‌المللی درامای سئول | جایزه برتری برای درام موج کره‌ای | عشق در مهتاب  | برنده    | [ ۷ ] |
| ۲۰۱۷ | دهمین جوایز درامای کره                | بهترین درام                     | عشق در مهتاب  | نامزدشده | [ ۸ ] |
| ۲۰۱۷ | دهمین جوایز درامای کره                | بهترین کارگردان تولیدی          | عشق در مهتاب  | نامزدشده | [ ۸ ] |
| ۲۰۲۰ | پنجاه و ششمین دوره جوایز هنری بکسانگ  | بهترین کارگردان                 | کلاس ایته وون | نامزدشده |       |